# Laurens (Iowa)
Laurens és una població dels Estats Units a l'estat d'Iowa. Segons el cens del 2000 tenia 1.476 habitants.

## Demografia
Segons el cens del 2000, Laurens tenia 1.476 habitants, 656 habitatges, i 400 famílies. La densitat de població era de 770,1 habitants/km².
Dels 656 habitatges en un 29,3% hi vivien nens de menys de 18 anys, en un 50% hi vivien parelles casades, en un 8,4% dones solteres, i en un 39% no eren unitats familiars. En el 36,9% dels habitatges hi vivien persones soles el 22% de les quals corresponia a persones de 65 anys o més que vivien soles. El nombre mitjà de persones vivint en cada habitatge era de 2,18 i el nombre mitjà de persones que vivien en cada família era de 2,84.
Per edats la població es repartia de la següent manera: un 24% tenia menys de 18 anys, un 5,4% entre 18 i 24, un 25,2% entre 25 i 44, un 19,9% de 45 a 60 i un 25,5% 65 anys o més.
L'edat mediana era de 42 anys. Per cada 100 dones de 18 o més anys hi havia 81,3 homes.
La renda mediana per habitatge era de 33.188 $ i la renda mediana per família de 43.661 $. Els homes tenien una renda mediana de 31.063 $ mentre que les dones 19.716 $. La renda per capita de la població era de 16.711 $. Entorn del 4,8% de les famílies i el 7,4% de la població estaven per davall del llindar de pobresa.

## Poblacions més properes
El següent diagrama mostra les poblacions més properes.